# Norbert Scharfenkamp
Norbert Scharfenkamp (* 22. September 1952 in Essen) ist ein deutscher Wirtschaftswissenschaftler, Manager und Hochschullehrer.

## Leben
Nach dem Abitur 1971 in Essen am Gymnasium Borbeck und einer Ausbildung zum Einzelhandelskaufmann sammelte er in mehreren Zweigniederlassungen von Horten, zuletzt als Abteilungsleiter im stark umstrittenen Neubau am Neupfarrplatz in Regensburg, erste praktische Erfahrungen. Zur theoretischen Fundierung begann er ein Studium für Wirtschaftswissenschaft an der Ruhr-Universität Bochum, wo zur damaligen Zeit in einem innovativen Ansatz versucht wurde, das Studium der Volks- und Betriebswirtschaft zu integrieren (Bochumer Modell). Nach seinem Abschluss zum Diplom-Ökonom arbeitete er, zuletzt als wissenschaftlicher Mitarbeiter, am Seminar für Theoretische Betriebswirtschaftslehre der Ruhr-Universität Bochum bei Wolfgang Mag. 1986 wurde seine Dissertation mit dem Titel Interdependenzen von Organizational Slack und formaler Organisationsstruktur von der Fakultät für Wirtschaftswissenschaft angenommen und er zum Dr. rer. oec. promoviert. Die Dissertation wurde 1987 unter dem Titel Organisatorische Gestaltung und wirtschaftlicher Erfolg. Organizational Slack als Ergebnis und Einflussfaktor der formalen Organisationsstruktur in der von Wolfgang H. Staehle herausgegebenen Reihe Mensch und Organisation im Verlag Walter de Gruyter veröffentlicht und 2019 wieder aufgelegt.
Nach den Jahren wissenschaftlicher Arbeit wechselte er wieder in die Praxis und übernahm 1986 zunächst die Projektleitung bei der Entwicklung des Personalinformationssystems der Hoesch Stahl in Dortmund und wurde anschließend Leiter der Führungskräfteentwicklung. 1992 wechselte er zur Holding des Hoesch-Konzerns, wo ihm die Leitung der Abteilung „Personal Tarif“ übertragen wurde. Nach der Übernahme von Hoesch durch Fried. Krupp und Fusion zur Fried. Krupp AG Hoesch-Krupp leitete er als Hauptreferent das Referat Personalpolitik und war Vertreter des Zentralbereichsleiters Personal- und Sozialpolitik in der Konzernleitung in Essen. 1994 wurde er zum Professor für Betriebswirtschaftslehre, insbesondere Personal- und Ausbildungswesen an den damaligen Fachbereich Wirtschaft (seit 2012 Fakultät für Wirtschafts- und Rechtswissenschaften) der Fachhochschule Köln (seit 2015 Technische Hochschule Köln) berufen. Dort war er zusätzlich zu seiner Lehrtätigkeit von 1994 bis zu seinem Ausscheiden Mitglied des Prüfungsausschusses, wurde mehrfach in den Fachbereichs- bzw. Fakultätsrat, den Institutsvorstand des Schmalenbach Instituts für Wirtschaftswissenschaften, zum Sprecher der Fachgruppen Personal und Berufsbildung sowie zum Prodekan gewählt. Nach mehrmaliger Dienstzeitverlängerung befindet er sich seit dem 1. März 2020 im Ruhestand.
Er ist Mitglied bei der Deutsche Gesellschaft für Personalführung (DGFP) und der Schmalenbach-Gesellschaft für Betriebswirtschaft. Neben seiner praktischen Tätigkeit und hauptamtlichen Lehrtätigkeit hat er als Sachverständiger in Arbeitsgruppen des Wissenschaftsrat mitgearbeitet und war Dozent in Seminaren zum Personalmanagement für Fach- und Führungskräfte sowie für Arbeitnehmervertreter bei der TU Dortmund, FH Bochum sowie an den Verwaltungs- und Wirtschaftsakademien (VWA) Bochum, Dortmund und Essen.

## Forschungsschwerpunkte
- Möglichkeiten und Wirksamkeit von IT-Unterstützung bei der Personalbeschaffung und -entwicklung
- Gestaltung von wirtschaftlich effizienten und humanen Arbeitsbedingungen, Arbeitszeit und Arbeitsentgelt
- Personalmanagement im M&A-Prozess

## Veröffentlichungen (Auswahl)
- Joachim Deppe, Norbert Scharfenkamp, Roger Schneider, Patrick Turra: Employer Branding – Überlebenselexier des Mittelständlers. In: Stephan Laske, Astrid Orthey, Michael Schmid (Hrsg.): Handbuch PersonalEntwickeln. 112. Erg.-Lieferung, Deutscher Wirtschaftsdienst, Köln Mai 2007, Kapitel 5.50, S. 1–24, ISBN 978-3-87156-116-0.
- Sascha Armutat et al.: Organisation des Personalmanagements. Expertise-Center – Service Center – Key Account Personalmanagement. Bielefeld 2007, ISBN 978-3-7639-3379-2.
- Norbert Scharfenkamp et al.: Erfolgreiches Personalmanagement im M&A-Prozess. Düsseldorf 2002, ISBN 3-936889-01-5.
- Norbert Scharfenkamp: Personalwirtschaft und Personalführung. In: Klaus Wollenberg (Hrsg.): Taschenbuch der Betriebswirtschaft. 2. Auflage. Leipzig 2004, S. 301–349, ISBN 3-446-22607-9.
- Norbert Scharfenkamp, Andrea Meyer: Benchmarks für das E-Recruiting. In: Personalwirtschaft. 27. Jg., Nr. 9, 2000, S. 49–54, ISSN 0341-4698.
- Norbert Scharfenkamp: Assessment Center: Die Auswahl der Besten? In: Gabler's Magazin. Nr. 11–12, 1992, S. 60–63, ISSN 0932-3961.
- Joachim Deppe, Norbert Scharfenkamp: Personelle Aspekte eines Krisenmanagements. In: Verwaltung und Organisation. 44. Jg., 1990, S. 286–290.
- Norbert Scharfenkamp: Die Personalabrechnung als Quelle der Personalplanung. In: Joachim Deppe, Norbert Scharfenkamp, Jürgen Voß (Hrsg.): Personal und Arbeit. Beiträge zu aktuellen Problemen des Personalwesens. Mering, München 1989, S. 75–104, ISBN 3-924346-71-2.
- Norbert Scharfenkamp: Organisatorische Gestaltung und wirtschaftlicher Erfolg. Organizational Slack als Ergebnis und Einflußgröße der formalen Organisationsstruktur (= Wolfgang H. Staehle [Hrsg.]: Mensch und Organisation. Band 13). Berlin/New York 1987, ISBN 3-11-011207-8.
- Norbert Scharfenkamp: Management-by-Konzepte. Eine kritische Bestandsaufnahme (= Beitrag des Lehrstuhls Prof. Dr. Wolfgang Mag. Nr. 7). 2. Auflage. Bochum 1985, DNB 850000599 (Erstausgabe:  1983, auch erschienen im Depot der Zeitschrift Die Betriebswirtschaft unter der Nr. DBW-Depot 83-4-10).